# Paul Delos Boyer
Paul Delos Boyer (Provo, 31 luglio 1918 – 2 giugno 2018) è stato un biochimico statunitense, premio Nobel per la chimica nel 1997 insieme a John Ernest Walker per le scoperte riguardo al meccanismo enzimatico di sintesi dell ATP; e a Jens Christian Skou che scoprì la prima pompa sodio-potassio..